# Homossexualidade e budismo
Em geral, o Budismo não aprofunda-se na questão da sexualidade leiga, com o Vinaya do budismo original apenas focando na questão entre a comunidade monástica e impondo diversas restrições sexuais e códigos aos monges. O Budismo, em particular, vê o ato sexual promíscuo ou "prejudicial" (independente de sua orientação), como um empecilho para a iluminação. O Budismo considera toda relação sexual, heterossexual ou homossexual, como uma distração desnecessária. Entretanto, algumas vertentes mais tardias do que o budismo inicial de Gautama, consideraram a homossexualidade como uma forma de má conduta, enquanto a heterossexualidade foi aceita entre os leigos. O Budismo Zen (popularmente conhecido como "Budismo Japonês") possui muitas escolas que veem como naturalidade a homossexualidade - tal naturalidade chegou a surpreender visitantes ocidentais, como jesuítas. Budistas Zen foram, de acordo com historiadores, os primeiros a racionalizar o ato homossexual, recorrente em templos Zen na época. Kitamura Kigin, importante especialista budista (Zen) do século XVII, chegou a afirmar que o Buda histórico via a relação homossexual como favorável, se comparada ao sexo heterossexual. 

## Crenças budistas
Via de regra, a aceitação ou rejeiçao da homossexualidade em geral varia entre as diversas escolas do budismo e cada tradição terá visões diferentes. Com os budistas ocidentais sendo muita mais abertos a questão enquanto no oriente a visão tenderá mais ao conservadorismo.
O texto mais antigo a tratar da questao é o Vinaya do budismo inicial, que proíbe a entrada de pandakas (os de genero ou sexualidade divergente) na comunidade monástica. 

Muitas leis morais budistas surgem de contos tradicionais e lendas, e isso inclui o caso da visão budista quanto às pessoas LGBT. Por exemplo, as regras monásticas que proíbem o clero do sexo variante em algumas seitas são derivadas de interpretações do épico Mahavagga: na seção Pandakavathu dessa obra, contos sobre "pandaka" (pessoas de gênero ou sexualidade variante) são citados. Em uma das mais famosas, um Pandaka aborda um grupo de monges e, em seguida, um grupo de novatos, e finalmente caçadores de elefantes, pedindo a todos esses que "corrompessem" ela/ele. Embora tivesse sido rejeitado(a) e fosse expulso(a), os encontros criaram um etos de insinuação acerca dos monges, fazendo com que o Buda barrasse pandakas do clero. Subsequentemente os pandakas foram vistos de forma negativa por alguns textos. Esta crítica, contudo, não se aplicava aos leigos, e existem muitas histórias budistas retratando pandakas mais positivamente. Certos textos considerem como pandakas apenas travestis e eunucos (homossexuais sendo classificados como pertencentes aos cinco tipos de "eunucos"), outros citam como pandakas qualquer pessoa compulsivamente propícia à conduta sexuais inapropriadas.(incluindo-se aí homossexuais e heterossexuais).

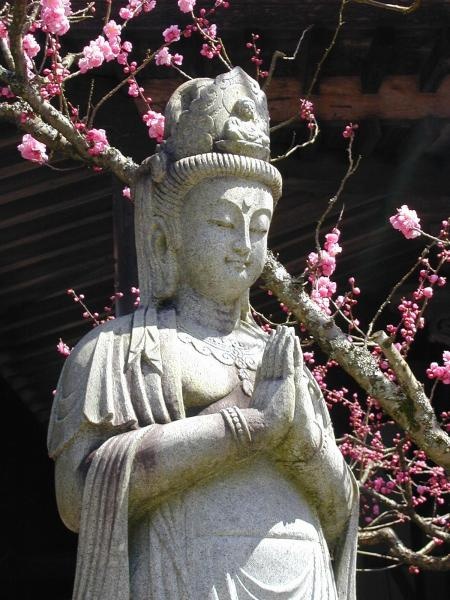
Estátua de Kuan noMonte Koya, Japão

Segundo alguns acadêmicos, nas estórias não canônicas do Jataka (contos do folclore indiano, relatos sobre as vidas anteriores do Buda) as narrativas em que o Buda quase sempre possui um companheiro do sexo masculino; em alguns contos as almas dos dois amantes estavam reencarnadas como pares de animais, "em ruminação, juntos e aconchegados, muito felizes, com a cabeça, o fucinho e o chifre encostados no do outro". Embora não se refiram a atividades sexuais, essas relações entre homens mostram seus lados afetivos e amorosos, e contrastam com as diversas narrativas sobre casamentos infelizes e dificultosos com uma esposa de má gênio. Entretanto a maioria dos estudiosos apontam as estorias do Jakata como refentes ao amor entre irmãos, não entre amantes.
Budistas influentes como Vasubandhu e Asanga postularam pandakas como iludidos e não capazes de seguir os preceitos monásticos ou leigos ou integrar a comunidade eficazmente. Asanga entretanto considera-os capazes de seguir os ensinamentos budistas e buscar a iluminação, mas frente a natureza de sua aflição,eles devem buscar fazê-lo longe da comunidade budista monástica e leiga (sangha). Shantideva e Àsvaghosa também citaram a homossexualidade como má conduta sexual. Shantideva embasou-se em citações do Sutra Saddharma-smrtyupasthana. De forma semelhante, textos budistas como o Sutra do lótus estabelecem que os budistas devem evitar contato com os sexualmente divergentes.
No tradicional Budismo Therevada da Tailândia, diz-se que a homossexualidade é "consequência cármica de violar proibições budistas contra a má conduta heterossexual em uma encarnação anterior". Os budistas tailandêses também acreditam que o discípulo Ananda teria reencarnado várias vezes como mulher, e que, em alguma de suas vidas pretéritas, foi um ser transgênero. Numa das histórias sobre uma de suas vidas anteriores, Ananda teria sido um solitário iogue que era apaixonado por uma Naga, serpente-rei do folclore indiano, que, transformando-se num belo rapaz, teve relações sexuais com ele, que teve de terminar o contato para não se desviar dos assuntos espirituais, acumulando carma negativo como consequencia do ato.
Textos do budismo Theravada (que segue como a vertente mais conservadora do budismo), como o Samantapasadika e o Abhidharma tambem consideram como negativa a situaçao dos pandakas em termos espirituais e como sendo mais dificil a estes obterem iluminação, o nascimento como pandaka fruto cármico negativo. mas o Samantapasdika aceita pandakas como membros do sangha enquanto o abhidama estabelece que o sangha deve evita-los.
Citando os comentarios de Asanga e Vasubandhu, budistas tibetanos historicamente influentes como Gampopa,Longchempa e Je Tsongkhapa também consideraram  homossexualidade como má conduta sexual. O que também é apoiado por mestres budistas como o atual Dalai Lama.
A grande maioria dos ensinamentos do budismo Mahayana estabelecem que a iluminação é possivel a qualquer individuo que seguir os ensinamentos budistas corretamente. Mesmo em uma única vida.
De acordo com uma crença popular do Japão, o relacionamento entre homens e garotos teria sido introduzido nos mosteiros do país por Kukai, fundador da seita (Shingon), grupo do budismo esotérico japonês. Historiadores entretanto, consideram a lenda como historicamente inacurada e tardia, pois Kukai era entusiástico seguidor dos preceitos monásticos. O monge Tendai Genshin foi um dos poucos criticos da homossexualidade prevalente na sociedade japonesa.
Alguns Bodisatvas  mudam de sexo em diferentes encarnaçoes (assim como qualquer pessoa pode reincarnar em qualquer sexo). Alguns associam essas mudanças à homossexualidade ou transgenerismo. Kuan Yin (Kannon), Avalokitesvara, e Tara mudam de sexos em algumas tradições budistas.